# Fetus
Fetus è il primo album in studio del cantautore italiano Franco Battiato, pubblicato in Italia nel gennaio 1972 della casa discografica Bla Bla.
Nel 1974 venne registrata una versione cantata in inglese intitolata Foetus, pubblicata solo nel 1999 dalla VM 2000.

## Descrizione
Concept album ispirato al romanzo Il mondo nuovo (1932) di Aldous Huxley, nel quale viene descritta una società distopica in cui ogni individuo è costruito in laboratorio. Attraverso le canzoni del disco si compie una sorta di viaggio interiore psichedelico con balzi dal microscopico della cellula all'infinito dello spazio. I testi sono enigmatici e ispirati a tematiche para-scientifiche. Un'altra fonte di ispirazione sono gli scritti sul senso della vita del filosofo Paramahansa Yogananda.
L'album fa da "ponte" fra influenze di musica elettronica, rock progressivo e musica leggera. La presenza di strumenti allora scarsamente diffusi, come il sintetizzatore VCS3 e la batteria elettronica, lo rende tra i primi album di canzoni con strumentazione fortemente elettronica prodotti in Italia.
Il testo della canzone Fenomenologia si conclude con l'enunciazione dell'equazione del moto armonico, x1 = A * sen(ωt) e x2 = A * sen(ωt + γ), che descrive il funzionamento degli oscillatori armonici di cui è composto il VCS3. La rappresentazione grafica delle due espressioni ricorda, inoltre, la struttura a doppia elica del DNA, anch'esso attinente per tematiche all'album.
Alla fine della canzone Meccanica si sente un estratto delle conversazioni che intercorsero tra l'equipaggio dell'Apollo 11, Neil Armstrong e Edwin Aldrin, e il presidente Richard Nixon, su cui si inserisce l'Aria dalla Suite n. 3 in re maggiore per orchestra, BWV 1068 di Johann Sebastian Bach, nota anche come Aria sulla quarta corda.
La copertina provocatoria del disco, che raffigura un feto poggiato su un foglio di carta grezza, spinse molti negozianti a non esporre l'album. Le immagini all'interno della copertina raffigurano invece la scultura Hon-en katedral di Niki de Saint Phalle e il cantautore vestito con una tuta sintetica.
Il retro di copertina presenta un errore nell'ordine delle tracce, collocando Fetus come prima traccia ed Energia tra Cariocinesi e Fenomenologia. Nell'edizione su CD del 1998, realizzata dalla BMG Ricordi, l'ordine dei brani è stato cambiato per rispettare quello riportato in copertina. Questo cambiamento è stato mantenuto nella maggioranza delle riedizioni successive.

### Foetus
Nel 1974 venne registrata una versione interamente cantata in inglese, intitolata Foetus, con l'intenzione di pubblicarla all'estero attraverso la casa discografica Island Records. Il progetto, però, venne annullato e la Island preferì pubblicare alcuni mesi dopo un'edizione di Clic. Alla fine Foetus uscì solo diversi anni dopo, pubblicato in Italia dalla VM 2000 nel 1999.
Quest'edizione presenta alcune differenze nel missaggio rispetto a quella italiana, e una sezione inedita in Phenomenology, simile al brano Beta dell'album Pollution.

## Accoglienza
| Recensione                      | Giudizio    |
| ------------------------------- | ----------- |
| AllMusic                        |             |
| Ondarock                        | Consigliato |
|                                 |             |
| Il dizionario del Pop-Rock 2014 |             |
| Progressive & Underground       |             |

L'album vendette circa 7 000 copie. Ottenne buone recensioni alla sua uscita, in particolare la rivista Ciao 2001 lo definì "un disco davvero sorprendente" in cui "l'elettronica [...] si accoppia con melodie di stampo tradizionalmente italiano e ne escono momenti piacevoli e davvero originali per la scena musicale italiana".
Vinse, inoltre, il premio "Billboard Europa" come migliore opera prima, assegnato dalla rivista italiana Discografia internazionale.

## Tracce
Testi di Franco Battiato e Sergio Albergoni; musiche di Franco Battiato e Pino Massara.

### Edizione originale
Lato A
1. Energia – 4:31
2. Fetus – 2:39
3. Una cellula – 2:55
4. Cariocinesi – 1:59
5. Fenomenologia – 3:51

Durata totale: 15:55
Lato B
1. Meccanica – 6:11
2. Anafase – 5:36
3. Mutazione – 2:58

Durata totale: 14:45

### Edizione su CD del 1998
1. Fetus – 2:39
2. Una cellula – 2:55
3. Cariocinesi – 1:59
4. Energia – 4:31
5. Fenomenologia – 3:51
6. Meccanica – 6:11
7. Anafase – 5:36
8. Mutazione – 2:58

Durata totale: 30:40

### Edizione in inglese (Foetus)
1. Energy – 3:05
2. Foetus – 2:37
3. A Cell – 2:54
4. Karyokinesis – 1:59
5. Phenomenology – 4:58
6. Mechanics – 6:11
7. Anaphase – 5:34
8. Mutation – 2:48

Durata totale: 30:06

## Formazione
- Franco Battiato: voce, synth, chitarra elettrica
- Gianfranco D'Adda: batteria, percussioni
- Gianni Mocchetti: chitarra elettrica, chitarra acustica, basso, cori
- Riccardo Rolli: chitarra acustica, chitarra elettrica, cori
- Pino Massara: tastiera
- Alberto Mompellio: tastiera
- Sergio Almangano: violino
- Rossella Conz: voce